# Borassus akeassii
Borassus akeassii är en enhjärtbladig växtart som beskrevs av Bayton, Ouédr. och Guinko. Borassus akeassii ingår i släktet Borassus och familjen Arecaceae. Inga underarter finns listade i Catalogue of Life.

## Bildgalleri

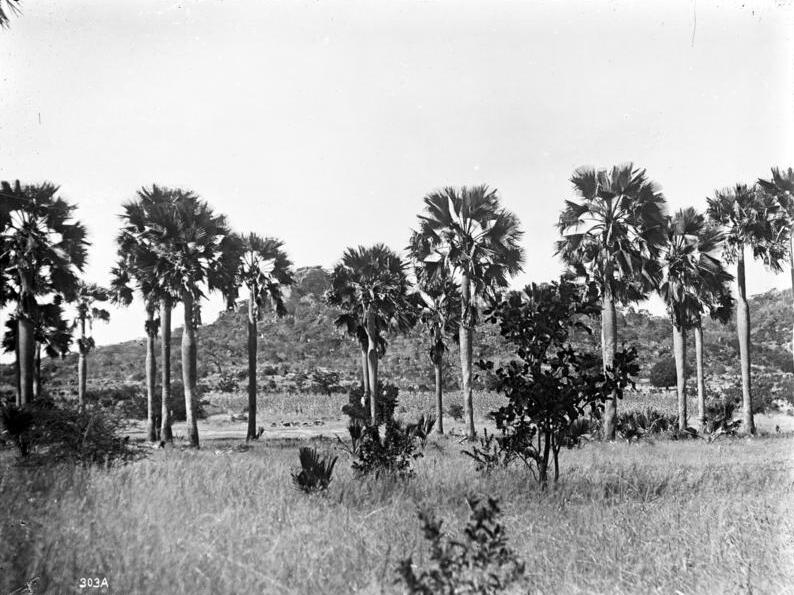